# منتخب كردستان العراق لكرة القدم
منتخب كردستان العراق لكرة القدم (بالكردية: یەکێتی ناوەندی تۆپی پێی کوردستان) هو ممثل إقليم كردستان العراق الرسمي في رياضة كرة القدم. الفريق لا ينتمي لأي اتحاد سواء الفيفا أو الاتحاد الآسيوي لكرة القدم ما يعني عدم قدرته على المشاركة في كأس العالم لكرة القدم أو كأس آسيا. يشرف على المنتخب اتحاد كردستان العراق لكرة القدم. أول مباراة خاضها المنتخب كانت أمام منتخب سابمي وأنتهت بالتعادل الإيجابي بهدفين.